# パレオスポンディルス
パレオスポンディルスは、魚類形の脊椎動物の化石種である。この化石はスコットランドのハイランド州ケイスネス郡にあるアカナラス粘板岩採石所で発見される。
この化石は主に石灰化軟骨が保存されたものであり、長さ2インチ(約6cm)のウナギのような尾が認められる。頭骨は吻側から一対の鼻殻に続いて中央に頭蓋内関節のある神経頭蓋が続き、その側方に上顎に相当する口蓋方形軟骨がある。下顎はメッケル軟骨からなり上顎に比べて短い 。
この種の化石は1890年に最初に報告されていたが、頭蓋に皮骨は無く、胸ビレや腹ビレの痕跡が無い、現生の円口類のような特徴がある一方、比較的派生的な顎口類に見られるような発達した脊柱があり、その混在した特徴から系統的位置が長い間不明であった。過去には、円口類、ハイギョの幼生、皮骨の未発達な板皮類など様々な説が出されていた。2017年の研究では軟骨魚類のステムグループであると提唱された。
平沢 (2022)は、それまでと異なり、頭骨部分が母岩に覆われたままの化石を探し出し、「SPring-8」のシンクロトロン放射光X線マイクロCTで撮影することによって、世界で初めて、完全なパレオスポンディルス頭骨を観察することに成功した。さらに、その観察による形態形質をもとに系統解析を行い、パレオスポンディルスは四肢動物の系統、特に肘関節や指の骨格をヒレの中に持っていた動物(パンデリクチスなど)とそれらを持たない動物(エウステノプテロンなど)の中間的な系統的位置に当たると報告された。Brownstein (2023)はパレオスポンディルスを顎口類としながらも、別の系統解析マトリックスを用いて解析し、四肢動物ではなく基盤的な顎口類であった可能性を指摘した。それに対し、平沢＆倉谷 (2023)は、Brownstein (2023) の結果は平沢 (2022) で観察された形態形質の一部をコードしていないことに起因するものであり、Brownstein (2023)が用いた系統解析マトリックスにおいても平沢 (2002) と同じ形態形質状態をコードすればパレオスポンディルスは四肢動物系統に位置する結果となることを示した。この最新の系統解析では、ティクターリクやパンデリクチスよりもむしろアカントステガに近いという結果となった。
Burrow et al. (2024)では、新種であるP. australisがオーストラリアから記載された。この研究において神経頭蓋の分析を行った結果、基盤的な顎口類なのではないかと推測された。